# Llegenda de l'origen troià dels bretons
La llegenda de l'origen troià dels bretons es va estendre en part amb l'obra de Geoffroy de Monmouth, la Història dels reis de Bretanya. Segons ell, el primer rei de l'Illa de Bretanya hauria estat Brutus de Bretanya, net d'Enees i avi del rei Artús. Aquest text va ser escrit en llatí entre 1135 i 1138. Geoffroy de Monmouth volia escriure la història del poble bretó des de la primera ocupació de l'illa fins al moment en què el poder passa als anglosaxons a segle vii.
Altres textos, com el Roman de Brut, també van contribuir a popularitzar a França l'odissea de Brutus (avantpassat dels bretons) i la difusió de la llegenda.
A l'edat mitjana, els intel·lectuals van escriure sobre aquesta llegenda durant diversos segles, des de Geoffroy de Monmouth (historiador proper a la monarquia Plantagenet al començament del segle xii), fins a Alain Bouchart (secretari de l'últim duc de Bretanya a finals del segle xv). Molts autors van considerar com a fet històric l'origen troià dels bretons. En el marc de l'estudi del mite dels orígens troians, historiadors com Colette Beaune o Jacques Poucet van citar i analitzar aquesta llegenda en perspectiva comparativa.

## Una llegenda popular
Entre els mites grecoromans heretats de l'edat mitjana, el dels orígens troians dels pobles és un dels que han tingut més èxit a Occident. Ja en la primera època dels pobles, els pobles bàrbars que van envair l'Imperi Romà van utilitzar mites grecoromans per buscar una legitimació, inventant arrels comunes amb Roma. A Anglaterra, la llegenda de l'origen troià dels bretons, com la llegenda artúrica, es remunta a la Historia Brittonum de Nennius (segle ix). Es pren de nou el 1136 a la Història dels reis de Bretanya de Geoffroy de Monmouth. De la mateixa manera, el 1140, Geoffroy Gaimar al·ludeix, a l'Estoire des Engleis, a un dels seus llibres anteriors, actualment desaparegut, en què també va assumir la llegenda. Apareix després al Roman de Brut de Wace el 1155, el Brut de Lawamon, inspirat en Wace (finals del segle xii), i a la Chronique rimée d'Angleterre de Robert Mannyng de Brunne de 1338.
Aquesta llegenda també és explotada a Sir Galvany i el Cavaller verd (segle xiv), The Seege of Troy (escrita entre 1300 i 1350), Gest Hystoriale of the Destruction of Troya (1350-1400), Laud Troy Book de John Lydgate (1400, sent el precedent de la traducció italiana de Roman de Troie de Benoît de Sainte-Maure per Guido delle Colonne), i Recuyell of the Historyes of Troye (traducció de Recueil des Histoires de Troie de Raoul le Fève) imprès per Caxton el 1475.
En el capítol dedicat a la conquesta romana de Britànnia, Geoffroy de Monmouth va albirar una al·lusió inspirada del llibre iv de la Guerra de les Gàl·lies de Juli Cèsar: «després d'haver vist l'illa de Britànnia, Cèsar es va informar sobre l'illa i la gent que l'habitava. Quan va conèixer el nom de l'illa i els seus habitants, va exclamar, girant els seus ulls cap a l'oceà: "per Hèrcules, romans i bretons, som de la mateixa raça, ja que descendim dels troians. Enees, va ser el nostre primer pare, Brutus va ser el seu, el fill de Silvi, net d'Ascani i besnet d'Enees"».
|        |        |        |        |        |        | Anquises       | Anquises       | Anquises       | Anquises       | Anquises       | Anquises       |          |          |          |          |              |            | Venus      | Venus      | Venus       | Venus       | Venus       | Venus       |             |             |           |           | Llatí     | Llatí     | Llatí   | Llatí   | Llatí   | Llatí   |  |  |  |  |  |  |  |  |  |  |
|        |        |        |        |        |        | Anquises       | Anquises       | Anquises       | Anquises       | Anquises       | Anquises       |          |          |          |          |              |            | Venus      | Venus      | Venus       | Venus       | Venus       | Venus       |             |             |           |           | Llatí     | Llatí     | Llatí   | Llatí   | Llatí   | Llatí   |  |  |  |  |  |  |  |  |  |  |
|        |        |        |        |        |        |                |                |                |                |                |                |          |          |          |          |              |            |            |            |             |             |             |             |             |             |           |           |           |           |         |         |         |         |  |  |  |  |  |  |  |  |  |  |
| Creüsa | Creüsa | Creüsa | Creüsa | Creüsa | Creüsa |                |                |                |                |                |                | Enees    | Enees    | Enees    | Enees    | Enees        | Enees      |            |            |             |             |             |             |             |             |           |           | Lavínia   | Lavínia   | Lavínia | Lavínia | Lavínia | Lavínia |  |  |  |  |  |  |  |  |  |  |
| Creüsa | Creüsa | Creüsa | Creüsa | Creüsa | Creüsa |                |                |                |                |                |                | Enees    | Enees    | Enees    | Enees    | Enees        | Enees      |            |            |             |             |             |             |             |             |           |           | Lavínia   | Lavínia   | Lavínia | Lavínia | Lavínia | Lavínia |  |  |  |  |  |  |  |  |  |  |
|        |        |        |        |        |        |                |                |                |                |                |                |          |          |          |          |              |            |            |            |             |             |             |             |             |             |           |           |           |           |         |         |         |         |  |  |  |  |  |  |  |  |  |  |
|        |        |        |        |        |        | Ascani o Iulus | Ascani o Iulus | Ascani o Iulus | Ascani o Iulus | Ascani o Iulus | Ascani o Iulus |          |          |          |          |              |            |            |            | Silvi       | Silvi       | Silvi       | Silvi       | Silvi       | Silvi       |           |           |           |           |         |         |         |         |  |  |  |  |  |  |  |  |  |  |
|        |        |        |        |        |        | Ascani o Iulus | Ascani o Iulus | Ascani o Iulus | Ascani o Iulus | Ascani o Iulus | Ascani o Iulus |          |          |          |          |              |            |            |            | Silvi       | Silvi       | Silvi       | Silvi       | Silvi       | Silvi       |           |           |           |           |         |         |         |         |  |  |  |  |  |  |  |  |  |  |
|        |        |        |        |        |        | Silvi          | Silvi          | Silvi          | Silvi          | Silvi          | Silvi          |          |          |          |          |              |            |            |            | Enees Silvi | Enees Silvi | Enees Silvi | Enees Silvi | Enees Silvi | Enees Silvi |           |           |           |           |         |         |         |         |  |  |  |  |  |  |  |  |  |  |
|        |        |        |        |        |        | Silvi          | Silvi          | Silvi          | Silvi          | Silvi          | Silvi          |          |          |          |          |              |            |            |            | Enees Silvi | Enees Silvi | Enees Silvi | Enees Silvi | Enees Silvi | Enees Silvi |           |           |           |           |         |         |         |         |  |  |  |  |  |  |  |  |  |  |
|        |        |        |        |        |        | Brutus         | Brutus         | Brutus         | Brutus         | Brutus         | Brutus         |          |          |          |          |              |            |            |            | Llatí Silvi | Llatí Silvi | Llatí Silvi | Llatí Silvi | Llatí Silvi | Llatí Silvi |           |           |           |           |         |         |         |         |  |  |  |  |  |  |  |  |  |  |
|        |        |        |        |        |        | Brutus         | Brutus         | Brutus         | Brutus         | Brutus         | Brutus         |          |          |          |          |              |            |            |            | Llatí Silvi | Llatí Silvi | Llatí Silvi | Llatí Silvi | Llatí Silvi | Llatí Silvi |           |           |           |           |         |         |         |         |  |  |  |  |  |  |  |  |  |  |
|        |        |        |        |        |        |                |                |                |                |                |                |          |          |          |          |              |            |            |            | Alba        |             |             |             |             |             |           |           |           |           |         |         |         |         |  |  |  |  |  |  |  |  |  |  |
|        |        |        |        |        |        |                |                |                |                |                |                |          |          |          |          |              |            |            |            |             |             |             |             |             |             |           |           |           |           |         |         |         |         |  |  |  |  |  |  |  |  |  |  |
|        |        |        |        |        |        |                |                |                |                |                |                |          |          |          |          |              |            |            |            | Atis        |             |             |             |             |             |           |           |           |           |         |         |         |         |  |  |  |  |  |  |  |  |  |  |
|        |        |        |        |        |        |                |                |                |                |                |                |          |          |          |          |              |            |            |            |             |             |             |             |             |             |           |           |           |           |         |         |         |         |  |  |  |  |  |  |  |  |  |  |
|        |        |        |        |        |        |                |                |                |                |                |                |          |          |          |          |              |            |            |            | Capis       |             |             |             |             |             |           |           |           |           |         |         |         |         |  |  |  |  |  |  |  |  |  |  |
|        |        |        |        |        |        |                |                |                |                |                |                |          |          |          |          |              |            |            |            |             |             |             |             |             |             |           |           |           |           |         |         |         |         |  |  |  |  |  |  |  |  |  |  |
|        |        |        |        |        |        |                |                |                |                |                |                |          |          |          |          |              |            |            |            | Càpet       |             |             |             |             |             |           |           |           |           |         |         |         |         |  |  |  |  |  |  |  |  |  |  |
|        |        |        |        |        |        |                |                |                |                |                |                |          |          |          |          |              |            |            |            |             |             |             |             |             |             |           |           |           |           |         |         |         |         |  |  |  |  |  |  |  |  |  |  |
|        |        |        |        |        |        |                |                |                |                |                |                |          |          |          |          |              |            |            |            | Tiberí      |             |             |             |             |             |           |           |           |           |         |         |         |         |  |  |  |  |  |  |  |  |  |  |
|        |        |        |        |        |        |                |                |                |                |                |                |          |          |          |          |              |            |            |            |             |             |             |             |             |             |           |           |           |           |         |         |         |         |  |  |  |  |  |  |  |  |  |  |
|        |        |        |        |        |        |                |                |                |                |                |                |          |          |          |          |              |            |            |            | Agripa      |             |             |             |             |             |           |           |           |           |         |         |         |         |  |  |  |  |  |  |  |  |  |  |
|        |        |        |        |        |        |                |                |                |                |                |                |          |          |          |          |              |            |            |            |             |             |             |             |             |             |           |           |           |           |         |         |         |         |  |  |  |  |  |  |  |  |  |  |
|        |        |        |        |        |        |                |                |                |                |                |                |          |          |          |          |              |            |            |            | Ròmul       |             |             |             |             |             |           |           |           |           |         |         |         |         |  |  |  |  |  |  |  |  |  |  |
|        |        |        |        |        |        |                |                |                |                |                |                |          |          |          |          |              |            |            |            |             |             |             |             |             |             |           |           |           |           |         |         |         |         |  |  |  |  |  |  |  |  |  |  |
|        |        |        |        |        |        |                |                |                |                |                |                |          |          |          |          |              |            |            |            | Aventí      |             |             |             |             |             |           |           |           |           |         |         |         |         |  |  |  |  |  |  |  |  |  |  |
|        |        |        |        |        |        |                |                |                |                |                |                |          |          |          |          |              |            |            |            |             |             |             |             |             |             |           |           |           |           |         |         |         |         |  |  |  |  |  |  |  |  |  |  |
|        |        |        |        |        |        |                |                |                |                |                |                |          |          |          |          |              |            |            |            | Proca       |             |             |             |             |             |           |           |           |           |         |         |         |         |  |  |  |  |  |  |  |  |  |  |
|        |        |        |        |        |        |                |                |                |                |                |                |          |          |          |          |              |            |            |            |             |             |             |             |             |             |           |           |           |           |         |         |         |         |  |  |  |  |  |  |  |  |  |  |
|        |        |        |        |        |        |                |                |                |                |                |                |          |          |          |          |              |            |            |            |             |             |             |             |             |             |           |           |           |           |         |         |         |         |  |  |  |  |  |  |  |  |  |  |
|        |        |        |        |        |        |                |                |                |                |                |                |          |          |          |          |              |            |            |            |             |             |             |             |             |             |           |           |           |           |         |         |         |         |  |  |  |  |  |  |  |  |  |  |
|        |        |        |        |        |        |                |                |                |                |                |                |          |          |          |          | Numítor      | Numítor    | Numítor    | Numítor    | Numítor     | Numítor     |             |             |             |             | Amuli     | Amuli     | Amuli     | Amuli     | Amuli   | Amuli   |         |         |  |  |  |  |  |  |  |  |  |  |
|        |        |        |        |        |        |                |                |                |                |                |                |          |          |          |          | Numítor      | Numítor    | Numítor    | Numítor    | Numítor     | Numítor     |             |             |             |             | Amuli     | Amuli     | Amuli     | Amuli     | Amuli   | Amuli   |         |         |  |  |  |  |  |  |  |  |  |  |
|        |        |        |        |        |        |                |                |                |                |                |                |          |          |          |          | Rea Sílvia   | Rea Sílvia | Rea Sílvia | Rea Sílvia | Rea Sílvia  | Rea Sílvia  |             |             | Ares/Mart   | Ares/Mart   | Ares/Mart | Ares/Mart | Ares/Mart | Ares/Mart |         |         |         |         |  |  |  |  |  |  |  |  |  |  |
|        |        |        |        |        |        |                |                |                |                |                |                |          |          |          |          | Rea Sílvia   | Rea Sílvia | Rea Sílvia | Rea Sílvia | Rea Sílvia  | Rea Sílvia  |             |             | Ares/Mart   | Ares/Mart   | Ares/Mart | Ares/Mart | Ares/Mart | Ares/Mart |         |         |         |         |  |  |  |  |  |  |  |  |  |  |
|        |        |        |        |        |        |                |                |                |                |                |                |          |          |          |          |              |            |            |            |             |             |             |             |             |             |           |           |           |           |         |         |         |         |  |  |  |  |  |  |  |  |  |  |
|        |        |        |        |        |        |                |                |                |                |                |                |          |          |          |          |              |            |            |            |             |             |             |             |             |             |           |           |           |           |         |         |         |         |  |  |  |  |  |  |  |  |  |  |
|        |        |        |        |        |        |                |                |                |                |                |                | Hersília | Hersília | Hersília | Hersília | Hersília     | Hersília   |            |            | Ròmul       | Ròmul       | Ròmul       | Ròmul       | Ròmul       | Ròmul       |           |           | Rem       | Rem       | Rem     | Rem     | Rem     | Rem     |  |  |  |  |  |  |  |  |  |  |
|        |        |        |        |        |        |                |                |                |                |                |                | Hersília | Hersília | Hersília | Hersília | Hersília     | Hersília   |            |            | Ròmul       | Ròmul       | Ròmul       | Ròmul       | Ròmul       | Ròmul       |           |           | Rem       | Rem       | Rem     | Rem     | Rem     | Rem     |  |  |  |  |  |  |  |  |  |  |
|        |        |        |        |        |        |                |                |                |                |                |                |          |          |          |          |              |            |            |            |             |             |             |             |             |             |           |           |           |           |         |         |         |         |  |  |  |  |  |  |  |  |  |  |
|        |        |        |        |        |        |                |                |                |                |                |                |          |          |          |          | Reis de Roma |            |            |            |             |             |             |             |             |             |           |           |           |           |         |         |         |         |  |  |  |  |  |  |  |  |  |  |

## Una llegenda sobre els bretons de la Gran Bretanya i de l'Armòrica
Segons el context, els bretons poden ser els habitants celtes de l'illa de Britànnia (la Gran Bretanya actual), o els habitants d'Armòrica. A l'Antiguitat, abans de l'arribada dels anglosaxons, és el primer significat que es conserva; els bretons d'Armòrica són els descendents dels bretons de la Gran Bretanya que fugiren dels angles i dels saxons. Instal·lats a terra ferma, van importar la seva llengua celta. A l'edat mitjana, els bretons i els habitants de Cornualla i de Gal·les es podien entendre fàcilment. Es va veure com un sol poble, el poble original de la Gran Bretanya.

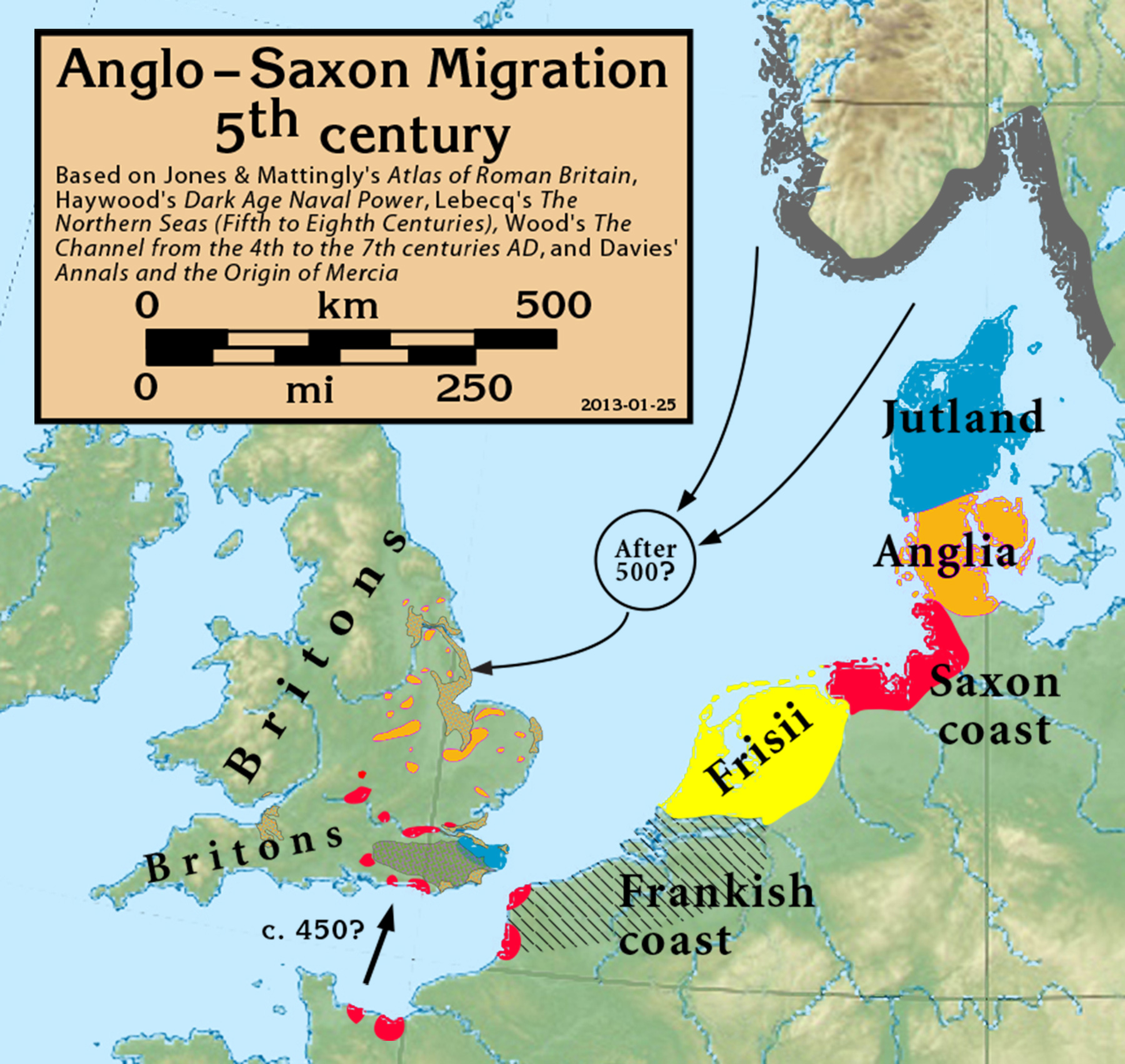
Migració dels anglosaxons, segle v - vi
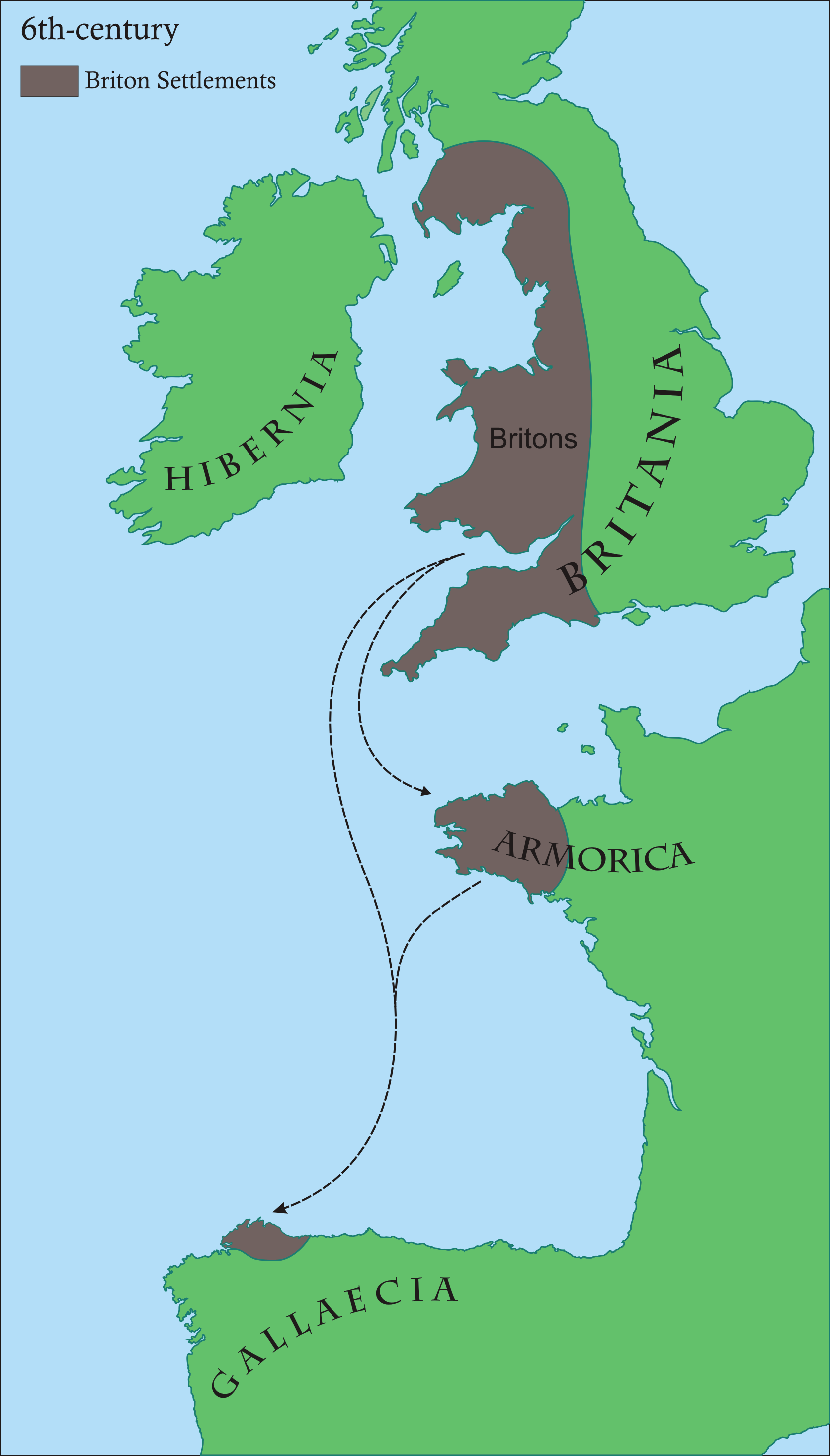
Expansió de la llengua bretona, segle vi

Per tant, els bretons armoricans podien per tant fer-se càrrec de l'herència de Brutus, que també van reclamar els escocesos i els gal·lesos per dos dels seus fills (Albanactus i Kamber, respectivament). De fet, Jacques Pousset, professor emèrit de la Universitat de Lovaina, ha demostrat que la llegenda de l'origen troià dels bretons també es va utilitzar al ducat de Bretanya. Cita els quatre llibres de Grandes croniques de Bretaigne que van ser escrits al final del segle xv i principis del segle xvi, per Alain Bouchart, primer secretari del duc de Bretanya. Les seves cròniques, inspirades en les Grandes chroniques de France, expliquen en francès antic la història dels bretons en el seu conjunt (és a dir, de la Gran Bretanya i de la Bretanya armoricana). Alain Bouchard utilitza la llegenda de Troia per valorar la nació bretona en relació amb la nació francesa, que també va reivindicar una ascendència troiana. Així, afirma que la «llengua bretona és la veritable i antiga llengua de Troia».

## Una llegenda centrada sobre la vida de Brutus de Bretanya

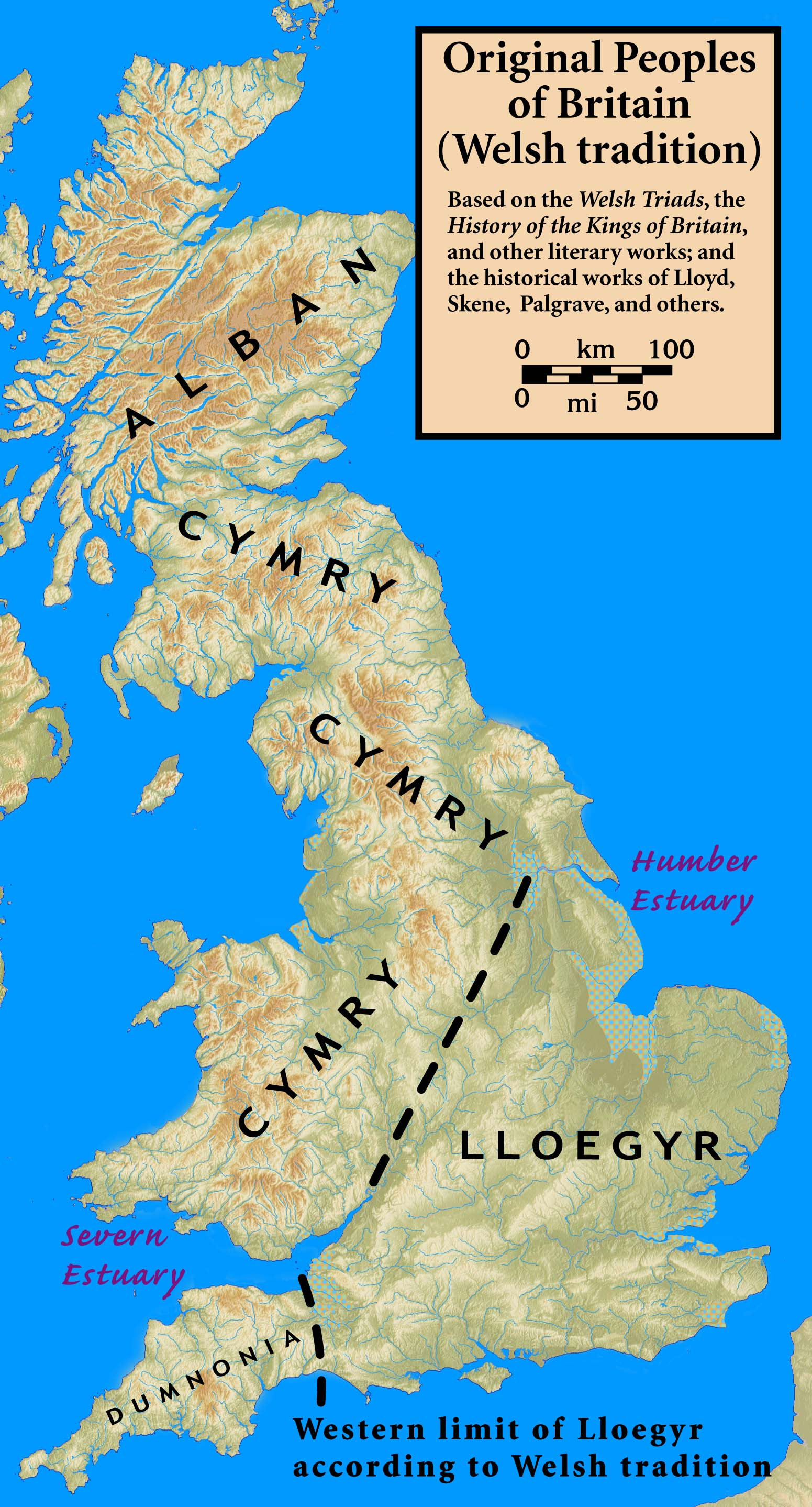
Pobles originaris de Gran Bretanya segons la Historia Regum Britanniae

Brutus de Bretanya és el primer rei llegendari dels bretons. La seva vida s'explica a l'obra de Geoffroy de Monmouth, la Historia Regum Britanniae. Al voltant d'aquest personatge llegendari i de les seves aventures es va construir la llegenda de l'origen troià dels bretons.
Després de la guerra de Troia, Brutus i alguns dels troians acaben arribant després de múltiples aventures a l'illa d'Albió (l'actual Gran Bretanya). Aquesta illa és de naturalesa rica i només està poblada per gegants, que són eliminats. Els troians aprofiten aquesta terra conreant-la i construint cases. Brutus anomena l'illa amb el seu nom; els nous habitants s'anomenen «bretons» i parlen la llengua bretona. Escriu lleis per al seu poble i té tres fills de la seva dona.
A la seva mort, els seus fills es reparteixen Albió:
- Locrinus - el centre de l'illa, que l'anomena Logres (Lloegyr)
- Kamber - l'oest de l'illa, que l'anomena Càmbria (Cymry) (actual Gal·les)
- Albanactus - el nord de l'illa, que l'anomena Alba (Yr Alban) (actual Escòcia).

|                                      |                                      |                                      |                                      |                                      |                                      |  |  |                        |  |  |  |  |  |  |  | Enees                                                |                                                      |                                                      |                                                      |                                                      |                                                      |  |  |                               |                               |                               |                               |                               |                               |  |  |                                  |                                  |                                  |                                  |                                  |                                  |  |  |
|                                      |                                      |                                      |                                      |                                      |                                      |  |  |                        |  |  |  |  |  |  |  |                                                      |                                                      |                                                      |                                                      |                                                      |                                                      |  |  |                               |                               |                               |                               |                               |                               |  |  |                                  |                                  |                                  |                                  |                                  |                                  |  |  |
|                                      |                                      |                                      |                                      |                                      |                                      |  |  |                        |  |  |  |  |  |  |  | Ascani                                               |                                                      |                                                      |                                                      |                                                      |                                                      |  |  |                               |                               |                               |                               |                               |                               |  |  |                                  |                                  |                                  |                                  |                                  |                                  |  |  |
|                                      |                                      |                                      |                                      |                                      |                                      |  |  |                        |  |  |  |  |  |  |  |                                                      |                                                      |                                                      |                                                      |                                                      |                                                      |  |  |                               |                               |                               |                               |                               |                               |  |  |                                  |                                  |                                  |                                  |                                  |                                  |  |  |
| Corineus rei de Cornualla (Dumnonia) | Corineus rei de Cornualla (Dumnonia) | Corineus rei de Cornualla (Dumnonia) | Corineus rei de Cornualla (Dumnonia) | Corineus rei de Cornualla (Dumnonia) | Corineus rei de Cornualla (Dumnonia) |  |  |                        |  |  |  |  |  |  |  | Brutus 1r rei de Bretanya                            | Brutus 1r rei de Bretanya                            | Brutus 1r rei de Bretanya                            | Brutus 1r rei de Bretanya                            | Brutus 1r rei de Bretanya                            | Brutus 1r rei de Bretanya                            |  |  |                               |                               |                               |                               |                               |                               |  |  | Innogen                          | Innogen                          | Innogen                          | Innogen                          | Innogen                          | Innogen                          |  |  |
| Corineus rei de Cornualla (Dumnonia) | Corineus rei de Cornualla (Dumnonia) | Corineus rei de Cornualla (Dumnonia) | Corineus rei de Cornualla (Dumnonia) | Corineus rei de Cornualla (Dumnonia) | Corineus rei de Cornualla (Dumnonia) |  |  |                        |  |  |  |  |  |  |  | Brutus 1r rei de Bretanya                            | Brutus 1r rei de Bretanya                            | Brutus 1r rei de Bretanya                            | Brutus 1r rei de Bretanya                            | Brutus 1r rei de Bretanya                            | Brutus 1r rei de Bretanya                            |  |  |                               |                               |                               |                               |                               |                               |  |  | Innogen                          | Innogen                          | Innogen                          | Innogen                          | Innogen                          | Innogen                          |  |  |
|                                      |                                      |                                      |                                      |                                      |                                      |  |  |                        |  |  |  |  |  |  |  |                                                      |                                                      |                                                      |                                                      |                                                      |                                                      |  |  |                               |                               |                               |                               |                               |                               |  |  |                                  |                                  |                                  |                                  |                                  |                                  |  |  |
|                                      |                                      |                                      |                                      |                                      |                                      |  |  |                        |  |  |  |  |  |  |  |                                                      |                                                      |                                                      |                                                      |                                                      |                                                      |  |  |                               |                               |                               |                               |                               |                               |  |  |                                  |                                  |                                  |                                  |                                  |                                  |  |  |
| Gwendolen reina de Bretanya          | Gwendolen reina de Bretanya          | Gwendolen reina de Bretanya          | Gwendolen reina de Bretanya          | Gwendolen reina de Bretanya          | Gwendolen reina de Bretanya          |  |  |                        |  |  |  |  |  |  |  | Locrinus rei de Logres (Lloegyr) després de Bretanya | Locrinus rei de Logres (Lloegyr) després de Bretanya | Locrinus rei de Logres (Lloegyr) després de Bretanya | Locrinus rei de Logres (Lloegyr) després de Bretanya | Locrinus rei de Logres (Lloegyr) després de Bretanya | Locrinus rei de Logres (Lloegyr) després de Bretanya |  |  | Kamber rei de Càmbria (Cymry) | Kamber rei de Càmbria (Cymry) | Kamber rei de Càmbria (Cymry) | Kamber rei de Càmbria (Cymry) | Kamber rei de Càmbria (Cymry) | Kamber rei de Càmbria (Cymry) |  |  | Albanactus rei d'Alba (Yr Alban) | Albanactus rei d'Alba (Yr Alban) | Albanactus rei d'Alba (Yr Alban) | Albanactus rei d'Alba (Yr Alban) | Albanactus rei d'Alba (Yr Alban) | Albanactus rei d'Alba (Yr Alban) |  |  |
| Gwendolen reina de Bretanya          | Gwendolen reina de Bretanya          | Gwendolen reina de Bretanya          | Gwendolen reina de Bretanya          | Gwendolen reina de Bretanya          | Gwendolen reina de Bretanya          |  |  |                        |  |  |  |  |  |  |  | Locrinus rei de Logres (Lloegyr) després de Bretanya | Locrinus rei de Logres (Lloegyr) després de Bretanya | Locrinus rei de Logres (Lloegyr) després de Bretanya | Locrinus rei de Logres (Lloegyr) després de Bretanya | Locrinus rei de Logres (Lloegyr) després de Bretanya | Locrinus rei de Logres (Lloegyr) després de Bretanya |  |  | Kamber rei de Càmbria (Cymry) | Kamber rei de Càmbria (Cymry) | Kamber rei de Càmbria (Cymry) | Kamber rei de Càmbria (Cymry) | Kamber rei de Càmbria (Cymry) | Kamber rei de Càmbria (Cymry) |  |  | Albanactus rei d'Alba (Yr Alban) | Albanactus rei d'Alba (Yr Alban) | Albanactus rei d'Alba (Yr Alban) | Albanactus rei d'Alba (Yr Alban) | Albanactus rei d'Alba (Yr Alban) | Albanactus rei d'Alba (Yr Alban) |  |  |
|                                      |                                      |                                      |                                      |                                      |                                      |  |  |                        |  |  |  |  |  |  |  |                                                      |                                                      |                                                      |                                                      |                                                      |                                                      |  |  |                               |                               |                               |                               |                               |                               |  |  |                                  |                                  |                                  |                                  |                                  |                                  |  |  |
|                                      |                                      |                                      |                                      |                                      |                                      |  |  | Maddan rei de Bretanya |  |  |  |  |  |  |  |                                                      |                                                      |                                                      |                                                      |                                                      |                                                      |  |  |                               |                               |                               |                               |                               |                               |  |  |                                  |                                  |                                  |                                  |                                  |                                  |  |  |

## Una llegenda utilitzada dins de les polèmiques anti-angleses
Segons la historiadora Colette Beaune, el mite de Troia té un paper anti-anglès. Però això s'ha destacat des de la investigació d'Alain Bossuat. Geoffroy de Monmouth va introduir el mite troià amb l'objectiu de donar una legitimitat bretona als conqueridors normands, deixant de banda el poble anglosaxó d'Anglaterra. Aquesta llegenda no va poder tenir un paper en l'aparició d'una consciència identitària comuna dels habitants del Regne d'Anglaterra, al contrari del que va passar a França, i també es va utilitzar amb finalitats polèmiques contra els anglesos. Colette Beaune cita a aquest respecte la Chanson de Perceforest, que data del començament del segle xiv: «els troians bretons ja no dominen Anglaterra avui, perquè els saxons bàrbars germànics van envair l'illa matant-los a tots amb gran crueltat». Els supervivents van fugir cap a la Bretanya.
De fet, els orígens troians que Geoffroy de Monmouth i els seus successors van plantejar només concernien als bretons de l'Armòrica, no als habitants celtes de la Gran Bretanya; a partir de Beda el Venerable, els anglesos es van percebre com a descendents dels angles i saxons que van conquerir i van fer retrocedir els bretons a Gal·les, Cornualla i Armòrica. El poble anglès no podia, doncs, reclamar-se Brutus de Bretanya, ni de Troia. Certament, hi va haver intents de vincular els reis d'Anglaterra a Troia amb Dudon de Saint-Quentin, però aquest origen era el d'una família reial d'origen normand i no la del poble anglès. Totes aquestes dades expliquen que la llegenda dels orígens de Troia no era tan popular a Anglaterra com a França. L'historiador de l'edat mitjana proposa altres textos com el Débat des hérauts d'armes de France et d'Angleterre.

## Una llegenda usada per justificar l'enllaç entre els pobles celtes i França
La llegenda de l'origen troià dels bretons es va fer servir per justificar l'enllaç de Bretanya i França, sent percebuts els francesos i els bretons com a procedents del mateix poble troià.
La historiadora Colette Beaune presenta un altre exemple d'ús de la llegenda de l'origen troià dels bretons en l'informe de França a les nacions celtes. Així, a la Cançó de Cyperis de Vignevaux del segle xvi, un príncep d'origen troià, el merovingi Khilderic III, va casar els seus fills amb les reines de Gal·les, Irlanda i Escòcia. El poeta francès Alain Chartier va fer ressò d'aquesta idea de parentiu de França amb les nacions celtes insulars en el seu discurs al rei d'Escòcia per justificar i celebrar l'aliança entre Escòcia i França: «els pobles escocès i francès han heretat dels mateixos portadors de sang les mateixes qualitats de valentia i lleialtat».